# BKS Stal Bielsko-Biała
BKS Stal Bielsko-Biała (polska: Bialski Klub Sportowy Stal Bielsko-Biala) är en sportklubb i Bielsko-Biała, Polen.
Klubben grundades 1922 i Biała (som sedan dess vuxit samman med Bielsko och bildat Bielsko-Biała). Orten hade en blandad befolkning och klubben organiserade polacker, till skillnad från redan existerande klubbar som organiserade tyskar. Klubben hade betydande stöd av lokala industrier under mellankrigstiden.
Klubben har genom åren haft aktivitet i många sporter (som mest 22 samtidigt). Den är numera (2022) enbart aktiv i fotboll (herrar) och volleyboll (damer). Fotbollen har funnits med sedan starten, medan klubben började med volleyboll 1951. 

## Volleyboll
Volleybollaget tillhör eliten. De har blivit polska mästare åtta gånger (1987–88, 1988–89, 1989–90, 1990–91, 1995–96, 2002–03, 2003–04, 2009–10) och har vunnit polska cupen åtta gånger (1954–55, 1978–79, 1987–88, 1988–89, 1989–90, 2003–04, 2005–06, 2008–09). Volleybollaget har av sponsorsskäl under senare år använt namnen BKS Aluprof Bielsko-Biała (2006–2015), BKS Aluprof Profi Credit Bielsko-Biała (2015–2016) och BKS Profi Credit Bielsko-Biała (2016–).

## Fotboll
Fotbollslaget spelar vanligen längre ner i seriesystemet. De har som bäst kommit tvåa i näst högsta serien, vilket de gjorde 1974 och 1982.